# Labateca
Labateca es un municipio colombiano del departamento de Norte de Santander, en el noreste del país. Dista 113 km de la capital departamental, Cúcuta.
El origen de la palabra Labateca es aborigen, proveniente del dialecto chitarotunebo, y su significado es volcanes de Dios.
La población adquirió la categoría de municipio en 1930.
Al norte limita con los municipios de Toledo y Pamplonita, al sur con Chitaga, al este con Toledo y al oeste con Chitaga y Pamplona. Un gran parte del municipio (más de 2 mil hectáreas) forma parte del Páramo de Santurbán, fuente hídrica para Norte de Santander.
· La agricultura: café, maíz, plátano, arracacha, Caña panelera, cítricos, arveja y frijol.
· La ganadería: Bovino, porcino, ovino y aves de corral.
En el aspecto religioso, Labateca es un sitio de peregrinación ya que se venera de manera especial a la Virgen María.  Entre 1945 y 1956 este municipio fue sede de una Prefectura Apostólica, es decir, una jurisdicción eclesiástica gobernada por Mons. Luis Eduardo García M.X.Y. siendo el único Perfecto de esta jurisdicción católica hasta que fue suprimida y parte de su territorio pasó a conformar la nueva Prefectura Apostólica de Arauca.